# Оріндж Каунті
ФК «Оріндж Каунті» (англ. Orange County Soccer Club) — американський футбольний клуб з міста Ірвайн, округ Оріндж, Каліфорнія, заснований у 2010 році. Виступає в USL. Домашні матчі приймає на стадіоні «Чемпіоншип Соккер Стедіум», місткістю 5 000 глядачів.
Є фарм-клубом ФК «Лос-Анджелес» та виступає у Західній конференції USL.

## Досягнення
- USL (Західна конференція)
  - Чемпіон: 2015.